# RealClearPolitics
RealClearPolitics ( RCP ) es un sitio de noticias políticas y un agregador de datos de encuestas estadounidense.  El sitio fue fundado en el año 2000 por el ex operador de opciones John McIntyre y el exejecutivo de cuentas de una agencia de publicidad Tom Bevan.  Incluye noticias políticas seleccionadas y artículos de opinión de varias publicaciones de noticias, además de comentarios y contenido original de sus propios colaboradores.  RCP incrementa substancialmente sus lectores durante las temporadas electorales y es conocido por sus resúmenes de datos de encuestas. 

## Establecimiento
El sitio fue fundado en 2000 por McIntyre, un ex operador del Chicago Board Options Exchange, y Bevan, un exejecutivo de cuentas de una agencia de publicidad.  McIntyre explicó: «En realidad, no fue más complicado que crear un sitio en línea que reuniera toda esta información de calidad». Denominan lo que hacen «agregación inteligente». El sitio ha crecido a pasos agigantados durante las temporadas electorales estadounidenses desde que se puso en línea por primera vez. Se ha expandido desde una operación de dos personas a un personal de tiempo completo de más de dos docenas de empleados que supervisan el pilar de la empresa, RealClearPolitics, así como diez sitios más pequeños.
Ambos cofundadores se graduaron en Princeton en 1991. Cuando lanzaron el sitio, ambos comenzaban su día a las 4 de la mañana, revisando artículos de más de cincuenta fuentes. Publican piezas sobre eventos y temas de actualidad, así como noticias sobre encuestas de opinión. El sitio informa sobre las carreras políticas y proyecciones, presenta el resultado promedio de todas las encuestas presidenciales actuales y también ofrece una proyección aproximada de los votos del Colegio Electoral de los Estados Unidos.

## Orientación política
RealClearPolitics, a menudo considerada no partidista por fuentes como The Wall Street Journal y The New York Times, surgió como una plataforma importante durante las elecciones de 2008. Sus fundadores, con el objetivo de ofrecer diversidad ideológica, seleccioaban historias políticas, artículos de opinión, análisis de noticias y editoriales para ofrecer a los lectores una visión equilibrada del panorama político.  La utilidad del sitio fue reconocida por figuras como el editor ejecutivo de Politico, Jim VandeHei, quien lo calificó como un recurso esencial para los entusiastas políticos.  En 2012, el Chicago Sun-Times también reconoció la equilibrada selección de historias del sitio, y el editor principal de BuzzFeed elogió su promedio de encuestas como altamente confiable.
En 2016, se lanzó RealClearInvestigations, respaldado por fundaciones asociadas con causas conservadoras, como la Ed Uihlein Family Foundation y la Sarah Scaife Foundation.  En 2019, el sitio publicó un artículo de un autor conservador, Paul Sperry, que contenía el nombre de Eric Ciaramella, un demócrata contratado por la adminstración Obama. La publicación del artículo fue parte de un esfuerzo de un mes por parte de los aliados de Trump en los medios y las redes sociales para "desenmascarar" a Ciaramella, cuya identidad era mantenida confidencial por el gobierno de Estados Unidos, de acuerdo con las leyes de protección de denunciantes (antirrepresalias). La mayoría de las publicaciones se negaron a revelar la identidad del denunciante; Tom Kuntz, editor de RealClearInvestigations, defendió la decisión del sitio de publicar el artículo. Cannon afirmó que las protecciones de los denunciantes no garantizaban el anonimato en el periodismo, sino que garantizaban la protección contra el despido, el procesamiento y el castigo profesional.

## Propietarios
Forbes Media LLC compró una participación del 51% en el sitio en 2007.  El 19 de mayo de 2015, RealClearInvestors y Crest Media anunciaron que habían comprado la participación de Forbes.
RealClearPolitics también es propietario de RealClearMarkets, RealClearWorld y RealClearSports. RealClearMarkets y RealClearSports se lanzaron en noviembre de 2007. RealClearWorld, el sitio internacional de noticias y política, se inauguró en agosto de 2008. RealClearScience y RealClearReligion se lanzaron en octubre de 2010. RealClearHistory se lanzó en 2012. En 2013, se lanzó RealClearDefense que ofrece cobertura de temas militares, espionaje y veteranos de guerra.

## Opinión pública
En 2018, RealClear Media lanzó RealClear Opinion Research, un grupo de encuestas de opinión pública. Sus encuestadores han encuestado al público sobre la elección de escuelas (públicas vs. privadas) para la Federación Estadounidense para los Niños,  la confirmación de la jueza Amy Coney Barrett en la Corte Suprema para el Registro Católico Nacional, y educación cívica para el Centro Jack Miller.